# Espero (cacciatorpediniere 1905)
L’Espero (poi Turbine) è stato un cacciatorpediniere della Regia Marina.

## Storia
Nel 1912 l'unità, come del resto tutte le navi gemelle, fu sottoposta a radicali lavori di modifica: l'alimentazione delle caldaie, inizialmente a carbone, divenne a nafta, mentre l'armamento vide la sostituzione dei cannoni da 57/43 mm con 4 pezzi da 76/40, e dei quattro tubi lanciasiluri da 456 mm con altrettanti da 450 mm. Anche la sagoma della nave fu profondamente modificata: dai due corti e tozzi fumaioli esistenti si passò a tre fumaioli di minori dimensioni e forma più snella..
Nel 1914-1918, a seguito di ulteriori modifiche, sulla nave furono installate le attrezzature necessarie per la posa di 10-16 mine.

### Prima guerra mondiale
All'entrata dell'Italia nella prima guerra mondiale l’unità fu assegnata alla 5ª Squadriglia Cacciatorpediniere , di base a Taranto, che oltre all'Espero comprendeva i gemelli Turbine, Nembo, Borea ed Aquilone. A lcomando dell'unita il capitano di corvetta Bellavita.
Nella notte tra il 23 ed 24 maggio 1915, il giorno stesso della dichiarazione di guerra, rimorchiò al largo di Cattaro il sommergibile Velella, che si pose quindi in agguato.
Alle 19 dell'8 giugno 1916 salpò da Valona al comando del tenente di vascello Fossati per scortare in Italia, unitamente all'esploratore Libia ed ai cacciatorpediniere Impavido, Insidioso e Pontiere, i trasporti truppe Romagna e Principe Umberto, con a bordo il 55º Reggimento fanteria con 2605 effettivi. Il convoglio, dopo un breve tratto, venne attaccato dal sommergibile austroungarico SMU 5: il Principe Umberto, centrato a poppa da due siluri, affondò in pochi minuti una quindicina di miglia a sudovest di Capo Linguetta, trascinando con sé 1926 dei 2821 uomini a bordo. Le unità della scorta non poterono che dare inutilmente la caccia all’SMU 5 e recuperare i superstiti.
Nel primo dopoguerra, tra il 1919 ed il 1921, l’Espero subì nuove modifiche alle sovrastrutture ed all'apparato motore: vennero eliminati una caldaia e di conseguenza uno dei tre fumaioli, mentre la sovrastruttura della plancia venne arretrata. In seguito a tali modifiche la potenza dell'apparato motore scese a 3400 HP, e la velocità a 25 nodi. Venne inoltre sbarcato un pezzo da 76 mm, rimpiazzato da una mitragliera contraerea da 6,5/80 mm.

### L'impresa di Fiume
Durante le vicende dell'occupazione di Fiume da parte del poeta Gabriele d'Annunzio e della Reggenza italiana del Carnaro la nave, che aveva compiti di scorta sulla rotta Trieste-Sebenico, passò dalla parte di D’Annunzio, raggiungendo Fiume (come fecero altre unità) l'8 dicembre 1920. Il 26 dicembre dello stesso anno, durante il cosiddetto Natale di Sangue, l’Espero fu cannoneggiato ed incendiato dalla corazzata Andrea Doria, riportando gravi danni: una delle vittime del Natale di Sangue, il marinaio Desiderato Rolfini, apparteneva infatti all'equipaggio della nave.

### Turbine
Nel gennaio 1921 l’Espero rientrò a Pola e, come le altre navi che si erano schierate con i legionari fiumani, fu disarmata e radiata per poi essere reinscritta nei ruoli del naviglio militare - il 16 gennaio 1921 – con il nome Turbine, appartenuto ad una unità gemella perduta in guerra il 24 maggio 1915. Terminati i lavori, rientrò in servizio nel giugno 1921.
Declassato a torpediniera nel luglio del 1921, il Turbine fu radiato definitivamente nell'aprile 1923 e quindi demolito.

## Galleria d'immagini

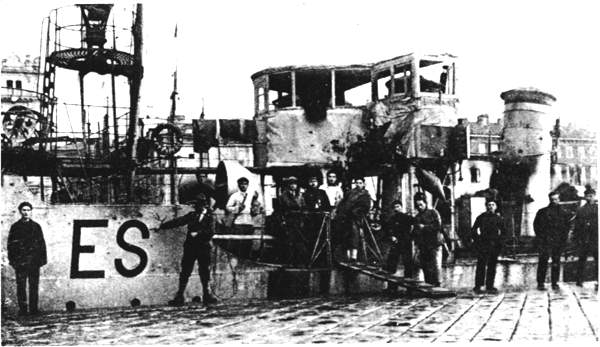
L’Espero a Fiume dopo il natale di sangue. Si notino i danni alla plancia.
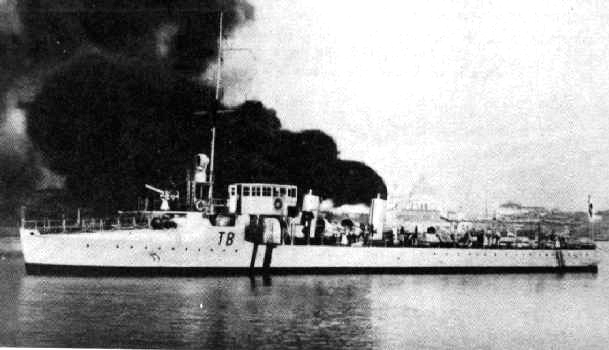
L'Espero dopo essere stato ribattezzato Turbine e declassato a torpediniera